# Сухопутный мост

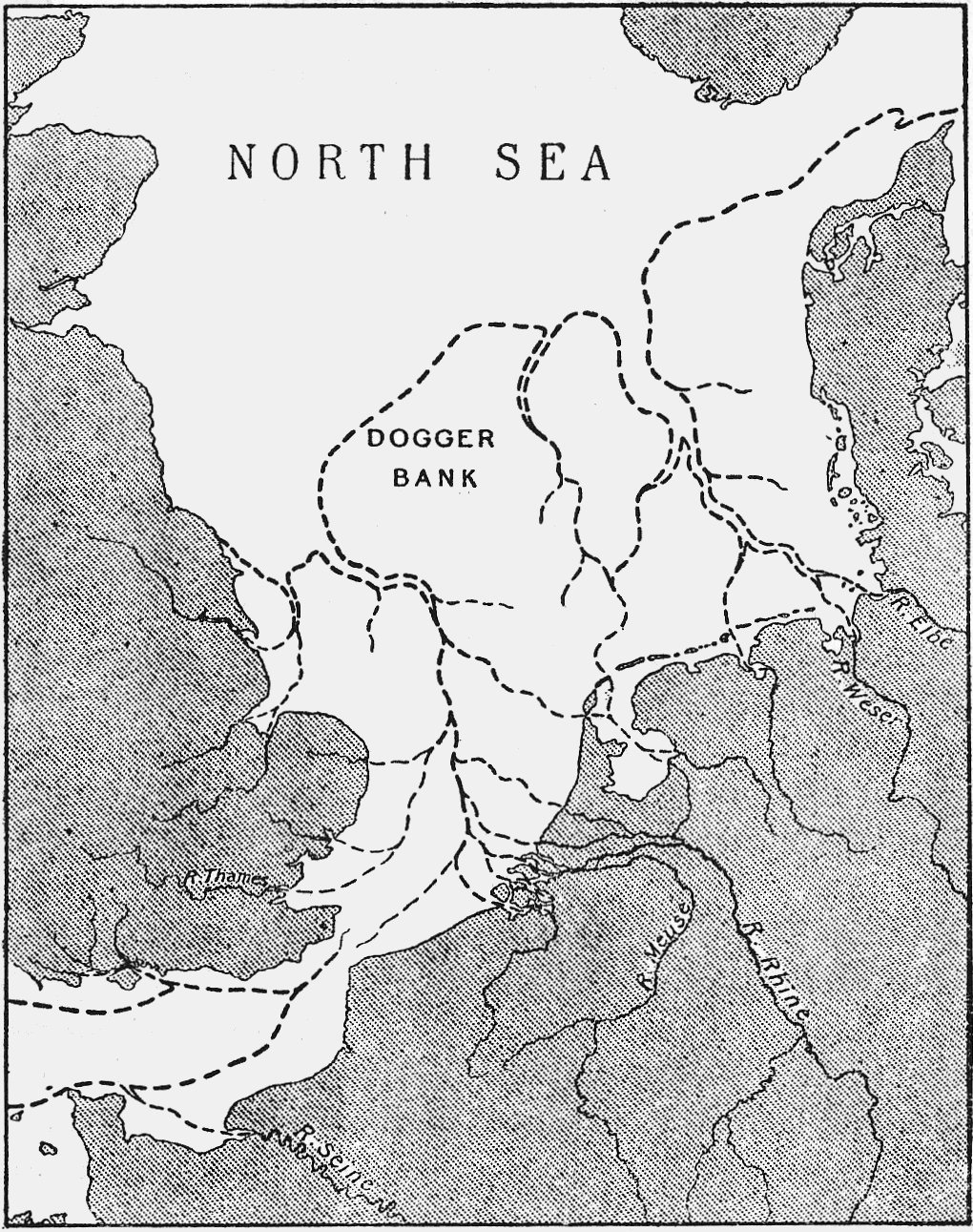
Доггерленд, карта Рейда из «Submerged Forests», 1913

Сухопутный мост — в биогеографии перешеек или другая связь, позволяющая растениям и животным колонизировать новую землю. Сухопутные мосты обычно образуются в результате регрессии уровня моря, когда сушей становится континентальный шельф. Сухопутные мосты образуются также при отступлении ледника, в этом случае уменьшается нагрузка на тектоническую плиту и она испытывает подъём. Пример: Эланд, Швеция.
Недавняя морская регрессия состоялась 20 000 лет назад (во времена верхнего палеолита), тогда уровень моря был на 120 ниже сегодняшнего. 10 000 лет назад уровень моря повысился только на уровень 20 метров ниже сегодняшнего. Повышение уровня моря может произойти как от глобального потепления, от таяния ледника, так и от тектонических движений.
Возможно самым известным примером сухопутного моста является Берингия, соединявшая современную Аляску и восточную Сибирь по меньшей мере шесть раз во времена ледниковых периодов плейстоцена, позволяя человеку мигрировать из Евразии в Америку.
Другой пример — Доггерленд, бывшая суша на юге Северного моря, которая соединяла остров Великобритания с материковой Европой во времена последнего ледникового периода.

## Теория сухопутного моста
До возникновения теории тектоники плит, считалось что сухопутные мосты могли объяснить возникновение подобных видов на отдельных континентах. Много сухопутных мостов рисовали на картах, самый известный из них Лемурия. Но когда дно Атлантического океана было нанесено на карту, используя эхолокатор с 1924 по 1927 год, не осталось сомнений в их отсутствии. Хотя это был сильный аргумент в пользу теории дрейфа материков Альфреда Вегенера, потребовалось ещё 50 лет, чтобы она стала господствующей.

## Примеры
- Панамский перешеек
- Синайский полуостров
- Адамов Мост